# Mozé-sur-Louet
Mozé-sur-Louet é uma comuna francesa na região administrativa da Pays de la Loire, no departamento de Maine-et-Loire. Estende-se por uma área de 25,53 km². Em 2010 a comuna tinha 2 044 habitantes (densidade: 80,1 hab./km²).